# Гейер, Бернхард
Бернхард Гейер (нем. Bernhard Geier; 5 декабря 1926 года, Старе-Курово (гмина) — июнь 2009 года, Берлин) — немецкий офицер, генерал-майор. Служил в народной полиции ГДР, в Национальной народной армии (VP/NVA). С 1971 по 1979 год служил командиром пограничного командного центра пограничных войск ГДР.

## Биография
Сын немецкого каменщика, Бернхард Гейер родился 5 декабря 1926 года в польской волости Старе-Курово (гмина). Учился в школе. В годы Второй мировой войны, с 1943 года был призван в немецкую Имперскую Национальную службу труда (Reichsarbeitsdienst). С 1943 по 1945 год служил радиооператором германских военно-морских сил эпохи Третьего рейха — Кригсмарине.
После войны оказался в Советской зоне оккупации Германии. C 1945 по 1946 осваивал профессию каменщика, столь необходимую для восстановления последствий войны. Однако, после обучения, с 15 декабря 1946 года работал в Народной полиции ГДР, до 1948 года служил в звании сержанта в районном офисе города Люббена.
В 1948 году вступил в ряды Социалистической единой партии Германии и перешел на службу в немецкую пограничную полицию (Deutsche Grenzpolizei, DGP). С 1948 по 1950 год был начальником штаба пограничной полиции Элдены земли Мекленбург-Передняя Померания. С 1951 по 1954 год был начальником пограничной бригады Шёнберг (Schönberg), а с 1954 по 1956 год был инструктором, командиром районной Немецкой пограничной полицией (Deutsche Grenzpolizei, DGP). После прохождения спецкурсов в СССР с 1956 по 1957 год, с 1958 по 1959 год служил начальником отдела пограничной службы командования Deutsche Grenzpolizei, DGP. С 1959 по 1962 год был начальником отдела пограничной службы Министерства внутренних дел ГДР. С 1962 по 1964 год был заместителем начальника штаба и начальником отдела Берлинского городского командования, а с 1964 по 1969 год — командующим второй пограничной бригадой в Гросс-Глинике (Groß Glienicke) под Берлином.
С 1969 по 1971 год Бернхард Гейер учился в Академии Генерального штаба СССР (ныне
Военная академия Генерального штаба Вооружённых сил Российской Федерации), а затем с 1 мая 1971 года по 31 августа 1979 года служил начальником пограничного командного центра. 1 марта 1972 года получил звание генерал-майора. С 1979 по 1984 год был заместителем начальника Офицерского колледжа пограничной охраны и председателем Армейской спортивной ассоциации (Armeesportvereinigung Vorwärts). С 1984 года занимал руководящую должность в Министерстве национальной обороны ГДР.
В 1993 году в подчиненной ему части произошли пограничные инциденты с летальным исходом, за что Бернхард Гейер попал под суд, и 27 августа 1999 года был приговорен окружным судом Берлина к тюремному заключению сроком на два года и шесть месяцев. Был заключен в тюрьму. Находился в заключении с 10 декабря 1999 года по 13 апреля 2000 года. Был освобожден досрочно по причине наличия серьезного заболевания и недееспособности.
В последние годы жизни Бернхард Гейер жил в Берлинском районе Фридрихсфельде, был членом совета по защите социальных прав (ISOR), членом Общества правовой и гуманитарной поддержки (GRH). Бернхард Гейер скончался в 2009 году в возрасте 83 лет. Был похоронен на центральном кладбище Фридрихсфельде.

## Награды
- Орден «За заслуги перед Отечеством» (ГДР) в бронзе (1976)
- Боевой орден «За заслуги перед народом и Отечеством» в золоте